# Iniciális vulkanizmus
Az iniciális vulkanizmus a tektonikus mozgások által generált vulkanikus ciklus első – bevezető, kezdő – szakasza. A geoszinklinális tektonikai szakaszhoz tartozik, amikor a felszálló köpenyáramlatok felszakítják az óceáni kérget és megkezdik a kettévágott kéreglemezek eltávolítását egymástól. A hasadékvölgyben általában a vulkanizmus nem egyedi tűzhányókban, hanem a törésvonal mentén zajlik. Ofiolitos összleteket produkál, többnyire bazaltos párnalávák formájában, mivel a víz alatti működés a leggyakoribb. Ez alól kivétel például a kelet-afrikai árok vagy Izland vulkanizmusa. A kelet-afrikai árok még a riftesedés fázisában van, és egyáltalán  nem biztos, hogy valaha is óceáni hátság lesz belőle. Izland viszont az óceáni hátság nyomvonalába eső, egy felszálló köpenyáramlat, köpenycsóva hatására született sziget, ahol tűzhányók alakultak ki.
A törésvonal mentén feltörő magma párhuzamos sávokba rendeződik. Az óceáni aljzatok jellegzetes magmás tevékenysége a divergens lemezszegélyek mentén. Legismertebb példája az Atlanti-óceán közepén húzódó hasadékvölgy.
| sorrend | vulkanizmus neve         | tektonikus fázis                                                                     |
| ------- | ------------------------ | ------------------------------------------------------------------------------------ |
| 1       | iniciális vulkanizmus    | geoszinklinálisokban, hasadékvölgyes, ofiolitos                                      |
| 2       | szinorogén vulkanizmus   | szubdukcióhoz, orogenezishez kapcsolódó, gránitos, plutonikus                        |
| 3       | szubszekvens vulkanizmus | savanyú → bázikus sorrendű vulkanizmus és plutonizmus a konszolidálódó orogenezisben |
| 4       | finális vulkanizmus      | kratonok befejező, bazaltos ciklusa                                                  |